# Orde de Viesturs
L'Orde de Viesturs (en letó: Viestura ordenis) és una distinció fundada el 1938, que va caure en desús durant els anys de la República Socialista Soviètica de Letònia, però va ser restablerta el 2004 per la República de Letònia. L'orde té el nom del personatge històric el Rei Viestards (Vesthardus Rex) de Zemgale al segle xiii. L'artista encarregat del seu disseny va ser Herbert Mangolts.

## Classes
La condecoració es lliura en les següents classes: 
- Cavaller de la Gran Creu.
- Gran Oficial
- Comanador
- Oficial
- Cavaller